# Martowe (obwód charkowski)
Martowe (ukr. Мартове) – wieś na Ukrainie, w obwodzie charkowskim, w rejonie czuhujewskim. W 2001 liczyła 2234 mieszkańców, wśród których 2020 wskazało jako ojczysty język ukraiński, 198 rosyjski, 10 białoruski, 2 ormiański, a 4 inny.